# Инерцијални систем референције
Инерцијални систем референције или инерцијални референтни систем је референтни систем (координатни систем у односу на ког се посматра кретање) који време и простор описује као хомогене, изотропне и временски независне. Физички закони имају исти облик у свим инерцијалним системима.
У кинематици, инерцијални систем референције су референтни системи у којима важе Њутнови закони. Инерцијални систем референције је координатни систем који се налази или у стању мировања или у стању равномерног линеарног кретања. Системи референције који се не крећу равномерно (убрзавају), или који ротирају, спадају у неинерцијалне системе референције.
Из једног у други инерцијални референтни систем лако се прелази коришћењем Галилејевих трансформација при кретању у Њутновој механици или преко Лоренцових трансформација у специјалној релативистичкој механици.
Ако референтни систем није инерцијалан, за њега се каже да је то неинерцијални систем референције.

## Инерцијални системи референције у специјалној теорији релативности
Алберт Ајнштајн је специјалну теорију релативности засновао преко инерцијалних референтних система. Постулати специјалне теорије релативности су:
1. Физички закони исто изгледају у свим инерцијалним системима референције.
2. Брзина светлости у вакууму има увек исту вредност у свим инерцијалним референтним системима.

Иако физички закони имају исти облик у свим инерцијалним референтним системима, брзине и силе могу имати различите вредности у различитим инерцијалним референтним системима, али су у истим односима тако да сви физички закони и даље важе.
У односу на избор инерцијалног референтног система:
| величине које не мењају вредност | величине које мењају вредност |
| -------------------------------- | ----------------------------- |
| брзина светлости у вакууму       | временски интервал            |
| просторно-временски интервал     | просторни интервал            |
|                                  | дужина                        |